# Йорк-авеню та Саттон-плейс
Йорк-авеню та Саттон-плейс (англ. York Avenue and Sutton Place) — це назви сегментів магістралі з півночі на південь у районах Йорквіль, Ленокс-Гілл і Саттон-Плейс на східній стороні Мангеттена в Нью-Йорку. Йорк-авеню проходить від 59-ї до 92-ї вулиць через східну частину Ленокс-Хілл і Йорквіль на Верхньому Іст-Сайді. Саттон-Плейс і Саттон-Плейс-Плейс проходять через однойменний район уздовж Іст-Рівер і на південь від мосту Квінсборо. Саттон-плейс південь проходить від 57-ї до 53-ї вулиці. На відміну від більшості північно-південних вулиць на Манхеттені, номери адрес будівель уздовж Саттон-плейс південь зростають, коли прямують на південь. Саттон Плейс проходить від 57-ї до 59-ї вулиці. Вулиці вважаються одними з найзаможніших у місті, і обидві частини відомі висококласними квартирами, як і решта Верхнього Іст-Сайду.

## Історія
Вулиця, яка стала Йорк-авеню та Саттон-Плейс, була запропонована як додаток до Плану комісарів 1811 року для Мангеттена, який призначив 12 широких авеню з півночі на південь, що пролягали вздовж острова. Географія Мангеттена залишила велику територію на Верхньому Іст-Сайді на схід від Першої авеню без головної магістралі з півночі на південь, тому для компенсації було додано авеню А. Саттон Плейс, назва, яка на той час застосовувалася до всієї вулиці, спочатку була однією з кількох відключених ділянок авеню А, побудованих там, де дозволяло місце, на схід від Першої авеню.
У 1875 році Еффінгем Б. Саттон побудував групу коричневих каменів між 57-ю та 58-ю вулицями. Найдавніше джерело, знайдене The New York Times із використанням терміну «Sutton Place», датується 1883 роком. У той час Рада Олдерменів міста Нью-Йорка схвалила запит на зміну назви з «Avenue A» на «Sutton Place». Квартал між 59-ю та 60-ю вулицями тепер вважається частиною Йорк-авеню.